# Adrenalina (singel Blachy)
Adrenalina – singel polskiego rapera Blachy 2115. Singel został wydany 26 czerwca 2025.
Oryginalny teledysk do utworu zdobył ponad 1,5 mln wyświetleń na platformie YouTube (lipiec 2025). Natomiast w serwisie Spotify, utwór osiągnął 2 mln przesłuchań (lipiec 2025). 

## Nagrywanie i historia wydania
Tekst do utworu napisał Patryk Stefański. Za kompozycję piosenki odpowiedzialni byli Valentin Schäfer i David Olfermann, a aranżerem był Nadzieya. Utwór wyprodukowali VenomValentin oraz DeeVoe, natomiast za miks i mastering utworu odpowiedzialny był Seek. Utwór wykonał Blacha 2115. 
Singel ukazał się w formacie digital download 26 czerwca 2025 w Polsce nakładem wytwórni płytowej 2115, w dystrybucji Universal Music Polska.

## Teledysk
Do utworu powstał teledysk w reżyserii KOOZA, który udostępniono za pośrednictwem platformy YouTube 27 czerwca 2025.

## Lista utworów
- Digital download

1. „Adrenalina” – 2:17

## Notowania

### Pozycja na liście tygodniowej
| Kraj   | Lista                    | Najwyższa pozycja |
| ------ | ------------------------ | ----------------- |
| Polska | OLiS – single w streamie | 13                |